# Gentle Touch
Gentle Touch är ett svenskt indieband från Kalmar bestående av Gustav Petersson och Michael Karlsson.
De blev kända under andra halvan av 00-talet med en minimalistisk och melodisk electropop inspirerade av artister som Depeche Mode, Pet Shop Boys, Orchestral Manoeuvres in the Dark och New Order. De gav 2006 ut den självbetitlade EP:n Gentle Touch, som följdes 2008 av albumet In memory of Savannah.
Efter en längre tid utanför rampljuset gav de 2023 ut 4-spårs-EP:n Part 3, lekfullt skrivet men ändå uppriktiga, bottenlösa berättelser med melankolisk musik som vägrar släppa taget om en. De gav då även ut en nymastrad vinylutgåva av albumet In memory of Savannah. 

## Diskografi
- Gentle Touch EP (2006)
- In memory of Savannah (2008)
- Part 3 (2023)